# Trisolaris-Trilogie
Die Trisolaris-Trilogie (chinesisch 地球往事 / 地球往事, Pinyin Dìqiú wǎngshì – „Erinnerungen an die Vergangenheit der Erde“) ist eine Science-Fiction-Trilogie des chinesischen Schriftstellers Liu Cixin, bestehend aus den drei Romanen Die drei Sonnen, Der dunkle Wald und Jenseits der Zeit. Nach der Veröffentlichung der englischen Übersetzung des ersten Teils von Ken Liu im Jahr 2014, der Auszeichnung durch einen Hugo Award im Jahr 2015 sowie der Weiterempfehlung durch Barack Obama und Mark Zuckerberg im Jahr 2017 gelangte das Werk zu internationaler Bekanntheit. In den darauffolgenden Jahren folgten Übersetzungen in weitere Sprachen und weitere Auszeichnungen, darunter der deutsche Kurd-Laßwitz-Preis und der japanische Seiun-Preis, sowie die Adaption als Hörspiel, Animations- oder Realserie sowie als Film. Im Westen ist dabei die Netflix-Serie 3 Body Problem von David Benioff und D. B. Weiss am bekanntesten.

## Romane der Trilogie

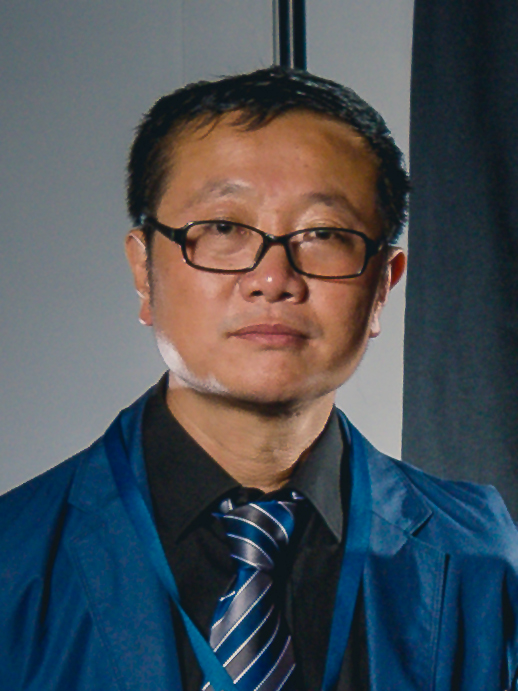
Autor Liu Cixin bei der Verleihung des Hugo Award für Die drei Sonnen auf der Worldcon 75 in Helsinki

### Die drei Sonnen
Während der chinesischen Kulturrevolution beobachtet die Astrophysikerin Ye Wenjie die brutale Ermordung ihres als konterrevolutionär geltenden Vaters. In Ungnade gefallen und schwer misshandelt wird sie erst in eine auf Holzwirtschaft spezialisierte Arbeitsbrigade in der Inneren Mongolei und nach dem Verrat eines konterrevolutionären Journalisten weiter in eine abgelegenen Militärbasis für die Zerstörung imperialistischer Satelliten gebracht. Dort immer noch nachdenkend über die sich ihr immer wieder offenbarende Bosheit des Menschen und die dringende Notwendigkeit einer externen Kraft zu ihrer Erneuerung bietet sich ihr die ideale Gelegenheit schließlich nach Einweihung in den wahren Zweck der Basis.
In der Gegenwart wird der Nanophysiker Wang Miao vom Polizisten Shi Qiang um Mithilfe bei der Aufklärung einer mysteriösen Reihe an Suiziden in der wissenschaftlichen Welt gebeten, darunter ebenfalls den der Stringtheoretikerin Yang Dong, die Tochter von Ye Wenjie.Teilchenbeschleuniger haben aufgehört korrekt zu funktionieren und angeblich existiere die Physik selbst nicht mehr. Während der Nachforschungen sieht Wang Miao einen seltsamen Countdown vor seinen Augen, welcher nach Beendigung seiner Forschung jedoch verschwindet, sowie eine weit entwickelte virtuelle Realität, in welcher die Sonne komplett unregelmäßige Bahnen zieht. Kontrolliert von einer Fünften Kolonne unter der Führung des Ölmagnaten Mike Evans sowie eines unbekannten Herrn stellt diese die Welt mit ihren scheinbar übernatürlichen Fähigkeiten vor ein Rätsel. Doch dann wird Wang Miao die Aufnahme in die Organisation angeboten sowie die Antworten auf all seine Fragen.
Die drei Sonnen (chinesisch 三體 / 三体, Pinyin Sān tǐ, Jyutping Saam1 tai2 – „Drei (Himmels-)Körper“) erschien in China im Jahr 2006, in englischer Übersetzung von Ken Liu im Jahr 2014 und in deutscher Übersetzung von Martina Hasse am 12. Dezember 2016 (sowie in einer Neuauflage am 13. Dezember 2023). Der Roman gewann den Galaxy Award im Jahr 2006, den Hugo Award im Jahr 2015, den Kurd-Laßwitz-Preis im Jahr 2017, den Premio Italia im Jahr 2018 und den Seiun-Preis im Jahr 2020. Darüber hinaus sind folgende Adaptionen erschienen oder geplant:
- The Three-Body Problem (China 2016): Verfilmung von Regisseur Zhang Fanfan mit Feng Shaofeng und Zhang Jingchu, dessen Veröffentlichung jedoch auf unbestimmte Zeit verschoben wurde.
- My Three-Body, Staffel 1 (China 2016): Aus einem Fanprojekt entstandene und in Minecraft gedrehte Serie.
- Die drei Sonnen (Deutschland, 25. bis 29. Dezember 2017): Hörspiel von WDR und NDR unter der Regie von Martin Zylka.[12]
- Three-Body, Staffel 1 (China 2023): Tencent-Serie von den Regisseuren Yang Lei und Vincent Yang sowie dem Autor Tian Liangliang.
- 3 Body Problem, Staffel 1 (USA, 21. März 2024): Netflix-Serie von David Benioff und D. B. Weiss.[13]
- The Three-Body Problem (angekündigt): Verfilmung von Regisseur Zhang Yimou.

### Der dunkle Wald
Inzwischen hat sich das Wissen um den Aufbruch der Invasionsflotte der Trisolarier sowie ihrer Ankunft im Sonnensystem in vierhundert Jahren auf der Welt verbreitet. Während sich weiter die Beweise erhärten, wird der Planetare Verteidigungsrat gegründet, um die Kriegsvorbereitungen zu koordinieren. Da jedoch die Trisolarier die gesamte Grundlagenforschung blockiert haben und die komplette Erde in Echtzeit überwachen, bleibt der Menschheit nur das Spiel mit theoretisch bereits entdeckten Technologien sowie offenen Karten. Als riskante Alternative soll zudem die einzige Waffe nutzbar gemacht werden, über welche die Trisolarier nicht verfügen können, nämlich das menschliche Gehirn. Völlig unerwartet wird der erfolglose und faule Astrophysiker und Soziologe Luo Ji unter dem Schutz des Polizisten Shi Qiang zu einem Wandschauer ernannt, einem der Menschen, die einen strategischen Plan alleine in der Einsamkeit ihres Verstandes entwerfen und mithilfe von weitreichender verliehener Macht ohne Notwendigkeit einer Begründung ausführen sollen. Luo Ji hat jedoch andere eigennützige Pläne mit dieser Macht, bis ihm verraten wird, dass die Trisolarier nur ihn von allen Menschen unbedingt tot sehen wollen. Da jedoch die Trisolarier aufgrund ihrer offenen Art der Kommunikation nicht strategisch denken können, haben ihre Verbündeten auf der Erde bereits als Wandbrecher die Arbeit an der Durchkreuzung der geheimen Pläne und der Vernichtung von Luo Ji aufgenommen. Luo Ji weiß jedoch selbst noch nicht, welches Geheimnis anscheinend nur ihm bekannt sein soll. Währenddessen lassen sich immer mehr Menschen wie etwa der Marineoffizier Zhang Beihai mit der neuen Technologie des Kälteschlafes bis zur Ankunft der Trisolarier einfrieren, um die Entscheidungsschlacht mitzuerleben, welche das Schicksal der beiden Zivilisationen entscheiden soll.
Der dunkle Wald (chinesisch 黑暗森林 / 黑暗森林, Pinyin Hēi’àn sēnlín) erschien in China im Jahr 2008, in englischer Übersetzung von Joel Martinsen im Jahr 2015 und in deutscher Übersetzung von Karin Betz am 12. März 2018 (sowie in einer Neuauflage am 13. Dezember 2023). Der Roman gewann den Seiun-Preis im Jahr 2021. Darüber hinaus sind folgende Adaptionen erschienen oder geplant:
- Waterdrop (China, 2015): Kurzfilm über die Kombination realer SETI-Protokolle und realer Stellungnahmen etwa von Stephen Hawking mit der fiktiven Ankunft der Außerirdischen.
- Der dunkle Wald (Deutschland, 1. bis 4. Oktober 2018): Hörspiel von WDR und NDR unter der Regie von Martin Zylka.[16]
- My Three-Body, Staffel 2 & 3 (China 2018 & 2020): Aus einem Fanprojekt entstandene Animationsserie im Stil von Minecraft.
- Three-Body Animation, Staffel 1 (China 2022): Animationsserie von Lin Qi.
- 3 Body Problem, Staffel 1 (USA, 21. März 2024): Netflix-Serie von David Benioff und D. B. Weiss, adaptiert lediglich die erste Hälfte des ersten Aktes des Romans.[13]
- Three-Body, Staffel 2 (angekündigt): Tencent-Serie von den Regisseuren Yang Lei und Vincent Yang sowie dem Autoren Tian Liangliang.

Darüber hinaus übernahm die auf der Novelle Die wandernde Erde (2000) von Liu Cixin basierende Verfilmung Die wandernde Erde II (2023) einige Elemente aus Der dunkle Wald, wie etwa den Entwurf des Weltraumaufzuges. Regisseur Frant Gwo sagte dazu aus, dass der von Li Xuejian gespielte Charakter Zhou Zhezhi aus Die wandernde Erde II in seinen Augen genau wie der Charakter Luo Ji aus Der dunkle Wald sei.

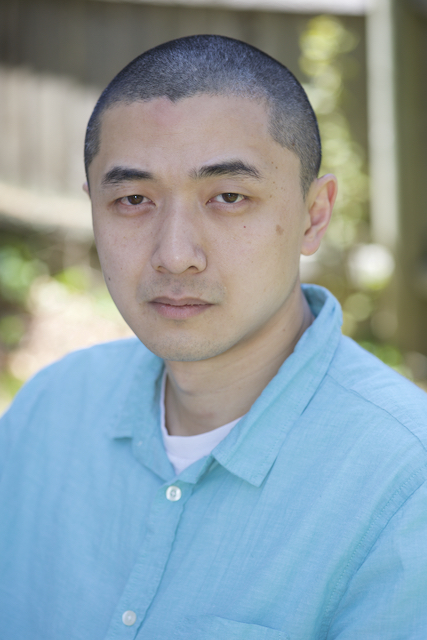
Autor Ken Liu, verantwortlich für die englische Übersetzung von Die drei Sonnen, Jenseits der Zeit und Botschafter der Sterne

### Jenseits der Zeit
Zurück während des Ausbruchs der Krise wird der Planetare Geheimdienst gegründet, um aktive Schläge gegen die kommende Bedrohung durch die Trisolarier zu planen. Ihr erstes Projekt unter der Leitung des Geheimdienstoffiziers Thomas Wade ist die Entsendung einer interstellaren Raumsonde zu ihrer Invasionsflotte, welcher durch eine gewagte Idee der Raumfahrtingenieurin Cheng Xin überhaupt erst möglich gemacht wird. Doch zahlreiche Hindernisse fordern immer mehr Anpassungen, sodass letztendlich die verzweifelte Idee umgesetzt werden soll, einen todgeweihten Botschafter zu den Trisolariern zu schicken, welcher trotz drohender Torturen dort den Krieg von innen zu Gunsten der Menschheit wenden könnte. Ein möglicher Kandidat dafür könnte der lungenkrebskranke Yun Tianming sein, ein früherer Studienkollege und weiterhin Verehrer von Cheng Xin.
Jahrhunderte später erwacht Cheng Xin aus dem Kälteschlaf und findet eine Welt in einem instabilen Frieden vor, welcher jedoch eine Annäherung der beiden Zivilisationen herbeigeführt hat und eine Koexistenz möglich machen könnte. Doch gerade dies hat die Menschheit unvorsichtig werden lassen und eine erneute Eskalation ist nur eine Frage der Zeit. Cheng Xin gelangt durch ihren Status an eine Schlüsselrolle in den weiteren Entwicklungen und wird mit ihrer neuen Freundin Ai AA aus dem modernen Zeitalter vor immer größer werdende Entscheidungen gestellt. Zeitgleich verfolgt der ebenfalls in den Kälteschlaf gegangenen Thomas Wade seine komplett anderen und eigenen Vorstellungen der richtigen Entscheidungen für die Zukunft der Menschheit. Denn während diese immer mehr Hintergründe über den dunklen Wald des Universums erfährt, darunter den Ausmaß interstellarer Kriege und welche fortschrittlichen Technologien noch entdeckt werden müssen, desto mehr weicht der lange ersehnte Sieg über die Trisolarier dem noch wichtigeren Ziel, die Fortexistenz der Menschheit zu sichern und ihren Weg in die Sterne zu bahnen. Schlussendlich bis zum ultimativen Ende des gesamten Universums.
Jenseits der Zeit (chinesisch 死神永生 / 死神永生, Pinyin Sǐshén yǒngshēng – „Der Tod lebt ewig“) erschien in China am 1. November 2010, in englischer Übersetzung von Ken Liu im Jahr 2016 und in deutscher Übersetzung von Karin Betz am 8. April 2019 (sowie in einer Neuauflage am 13. Dezember 2023). Der Roman gewann den Galaxy Award im Jahr 2010. Darüber hinaus sind folgende Adaptionen erschienen oder geplant:
- Jenseits der Zeit (Deutschland, 25. bis 30. Dezember 2020): Hörspiel von WDR und NDR unter der Regie von Martin Zylka.[20]
- 3 Body Problem, Staffel 1 (USA, 21. März 2024): Netflix-Serie von David Benioff und D. B. Weiss, adaptiert lediglich den ersten der sechs Teile des Romans.[13]
- My Three-Body, Staffel 4 (China 2024): Aus einem Fanprojekt entstandene Animationsserie im Stil von Minecraft.

## Verbundene Romane

### Kugelblitz
Als Kind beobachtet Chen den Tod seiner Eltern durch einen Kugelblitz und will fortan das Geheimnis des ungeklärten Naturphänomens ergründen. Nach dem Studium treiben ihn seine Kenntnisse über die Physik des Wetters jedoch geradewegs in die Hände des Militärs und der Waffenfanatikerin Lin Yun. Chen versucht die ihm zur Verfügung gestellten Mittel zusammen mit dem theoretischen Physiker Ding Yi weiterhin für die Enthüllung des Geheimnisses des Kugelblitzes zu verwenden. Als ein Krieg ausbricht, verfolgen Chen, Lin Yun und Ding Yi ihre eigenen Ziele für die Anwendung der Technologie.
Kugelblitz (chinesisch 球狀閃電 / 球状闪电, Pinyin qiúzhuàng shǎndiàn) erschien in China im Jahr 2004, in englischer Übersetzung von Joel Martinsen im Jahr 2018 und in deutscher Übersetzung von Marc Hermann am 11. Mai 2020.

Zwei Charaktere des Romans tauchen in anderen Werken von Liu Cixin wieder auf. Der theoretische Physiker Ding Yi (nicht zu verwechseln mit dem theoretischen Physiker Ding Yi aus Contraction, erschienen in Hold Up the Sky, oder dem theoretischen Physiker Ding Yi aus Heard It in the Morning, erschienen in Der Blick von den Sternen) taucht erneut in der Trisolaris-Trilogie auf (zudem als einziger Charakter in allen drei Romanen) und stellt so die Verbindung zu dieser her. Die Waffenforscherin Lin Yun taucht erneut in Full Spectrum Barrage Ramming auf, ebenfalls erschienen in Hold Up the Sky. Sowohl in Die drei Sonnen (für die Operation Guzheng) als auch Der dunkle Wald (für den Plan des Wandschauers Frederick Tyler) werden Kugelblitze explizit erwähnt. Da diese vor Kugelblitz auf Englisch übersetzt wurden, schrieb Übersetzer Ken Liu den entsprechenden Teil in Der dunkle Wald komplett um, wobei diese Version auch auf Chinesisch übersetzt wurde.

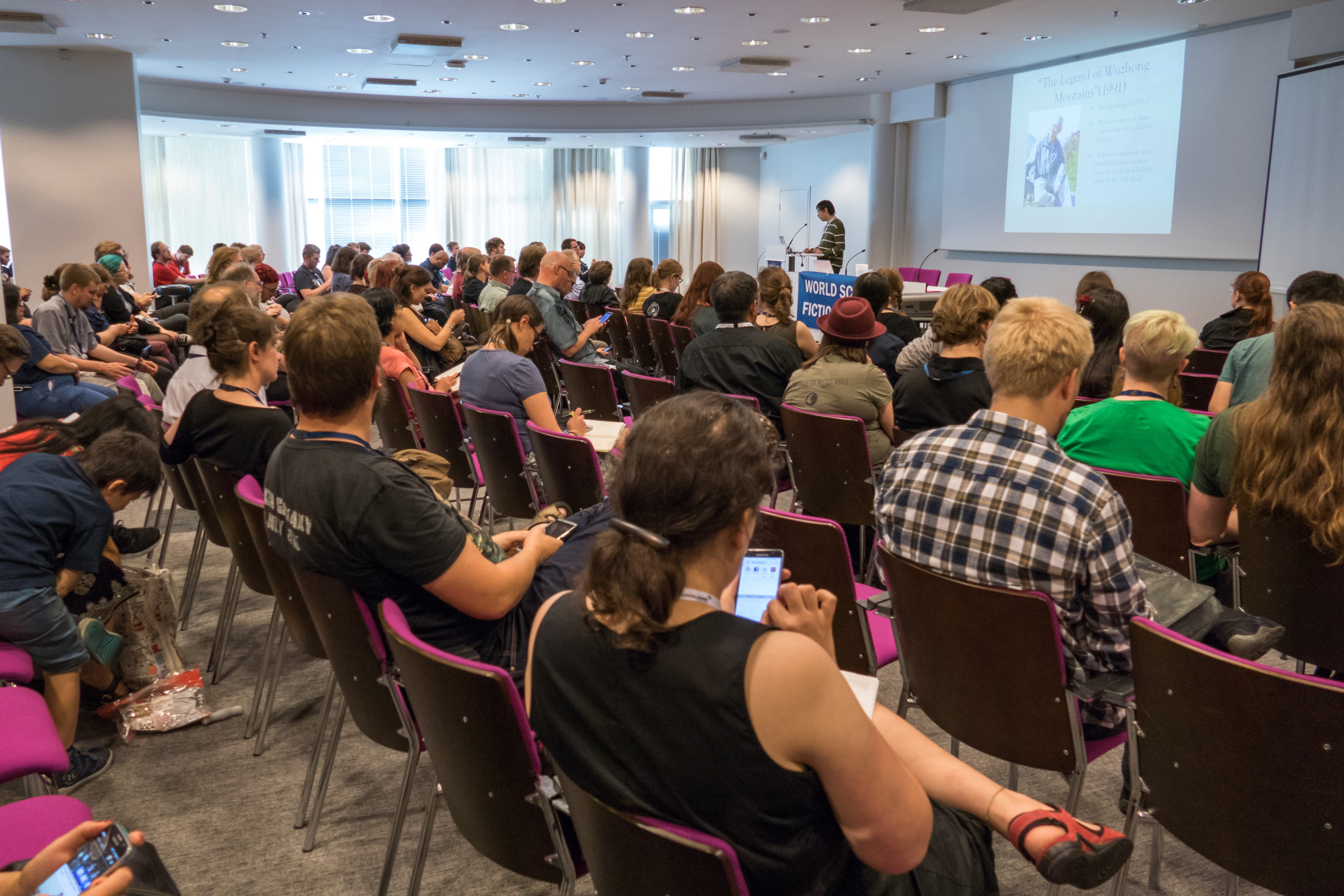
Baoshu auf der Worldcon 75 in Helsinki im Jahr 2015

### Botschafter der Sterne
Yun Tianming erzählt von seiner Reise als Botschafter zu den Trisolariern. Unter seinem Einfluss kamen entscheidende Schlüsselmomente im Krieg zwischen den Menschen und den Trisolariern überhaupt erst zustande, doch nicht nur Strategie, sondern auch Schwäche diktierten seine Handlungen. Eine alte Entität aus dem frühen Universum verlangt dabei jedoch seine Mithilfe in einem größeren interstellaren Krieg gegen ein altes Wesen, welches die durch die interstellare Kriegsführung auf Grundlage der Manipulation physikalischer Gesetze entstandene Zerstörung des Universums komplett rückgängig machen will, obwohl dies die Zeit selbst zerstören würde.
Botschafter der Sterne (chinesisch 观想之宙, Pinyin Guānxiǎng zhī zhòu – „Universum der Visualisierung“) erschien in China im Jahr 2011, in englischer Übersetzung von Ken Liu im Jahr 2019 und in deutscher Übersetzung von Marc Hermann am 8. März 2021. Im Gegensatz zu den anderen Romanen stammt dieser nicht von Liu Cixin, sondern von Baoshu, und entstand aus einer beliebten Fanfiction von ihm kurz nach der Veröffentlichung von Jenseits der Zeit innerhalb von nur drei Wochen. Liu Cixin gab später sein Einverständnis zur Veröffentlichung als Buch und als Folge des Erfolgs wurde Baoshu hauptberuflich Schriftsteller, dessen Werke auf Deutsch und Englisch bereits in den Anthologien Zerbrochene Sterne, Quantenträume und Sinopticon erschienen sind. Aufgrund des anderen Stils sowie der Beantwortung offener Fragen mit für vielen Fans unzufriedenstellenden und Mysterien einreißenden Antworten wurde der Roman kontroverser und negativer aufgenommen als die Trisolaris-Trilogie.

## Konzepte

### Sophonen
Sophonen sind von den Trisolariern aus einzelnen Protonen hergestellte Supercomputer mit eigenem Bewusstsein. In Die drei Sonnen werden die kompaktifizierten Extradimensionen von Protonen von den Trisolariern über ihrer Welt entfaltet. Einige Fehlschläge zeigen dabei sogar die Existenz von intelligenten Zivilisationen in diesen und deren ständige Vernichtung durch Kollisionsexperimente auf, was die Trisolarier anschließend als Propaganda benutzen. Auf planetengroßen Protonenflächen werden Schaltkreise mithilfe der starken Wechselwirkung aufgetragen und diese anschließend erneut kompaktifiziert. Insgesamt werden vier Sophonen hergestellt und über Quantenverschränkung verbunden, wobei zwei zur Erde geschickt und zwei jeweils an Bord der Raumflotte der Trisolarier und ihrer Welt zurückbleiben. Auf diese Weise wird instantane Kommunikation hergestellt und es kann die gesamte menschliche Welt ausspioniert werden. Zudem können Sophonen mit mikroskopischen Teilchen kollidieren, wodurch mysteriöse Bilder auf der Netzhaut eines Menschen erzeugt werden können oder Kollisionsexperimente manipuliert werden können. Dadurch wird die komplette Grundlagenforschung der Menschheit bis zur Ankunft der Trisolarier lahmgelegt. In Der dunkle Wald zeigt sich durch mehrere fehlgeschlagene Experimente, dass die Menschheit zwar in makroskopischem Maßstab nichts gegen die Sophonen ausrichten kann, diese aber auch umgekehrt diesen nicht manipulieren kann. Es wird erwähnt, dass Spionageinformationen ergeben haben, dass die Trisolarier weiterhin Sophonen zur Erde schicken, obwohl die genau Anzahl unklar bleibt. Am Ende des Romans treten drei Sophonen auf. In Jenseits der Zeit kontrollieren die Sophonen einen von Menschen für diesen Zweck gebauten Androiden als diplomatische Vertretung der Trisolarier auf der Erde. Von den Trisolariern erfahren die Menschen, dass diese über die Jahrhunderte zahlreiche Sophonen in den Weltraum geschickt haben, um fremde Sternensysteme zu erkunden, doch der Kontakt durch eine unbekannte Manipulation des Weltraumes selbst immer abbrach.
In der chinesischen Originalfassung werden Sophonen als „智子,  zhìzi“ bezeichnet, eine Kombination aus den chinesischen Bezeichnungen „质子,  zhízǐ“ für „Proton“ sowie „智,  zhì“ für „Weisheit“. Bei der englischen Übersetzung verzichtete Ken Liu auf die Analogie „smarticle“ als Kofferwort von „smart“ (schlau) und „particle“ (Partikel) und entschied sich für „Sophon“ aufgrund des altgriechischen Wortes „sophía“ für „Weisheit“, wie es etwa auch im deutschen Wort „Philosophie“ vorkommt. Bei der französischen Übersetzung wurde der Begriff „intellectron“ als Kofferwort aus „intellectuel“ (intellektuell) und „électron“ (Elektron) benutzt.

### Kosmosoziologie
Kosmosoziologie (in Der dunkle Wald die verwendete Bezeichnung für Exosoziologie) ist die Wissenschaft von der Soziologie außerirdischer Gesellschaften und befasst sich etwa mit hypothetischen Abläufen von Erstkontakten. Da keine außerirdischen Zivilisationen und im Falle der Trisolaris-Trilogie nur sehr rudimentäre Informationen über die Trisolarier bekannt sind, basiert die Kosmosoziologie in Der dunkle Wald auf zwei Axiomen, deren Gültigkeit universell für jede Zivilisation postuliert wird, nämlich das Überleben ihr oberstes und wichtigstes Ziel ist sowie diese ständig nach Ausbreitung und Expansion streben, obwohl die verfügbaren Rohstoffe im Universum begrenzt bleiben. Zudem hinzugenommen werden die beiden Konzepte der Zweifelskette und der technologischen Explosion, welche in Der dunkle Wald jedoch erst später genau erklärt werden, nämlich dass die über Jahrzehnte und Jahrhunderte lang verzögerte Kommunikation mit außerirdischen Zivilisationen zu Zweifeln über Motivation sowie immer weiter zu Zweifeln über diese Zweifel führt und die technologische Entwicklung einer Zivilisation in kosmischen Maßstäben explosionsartig verlaufen kann, etwa sich radikal durch die Entwicklung einer neuen Theorie oder Technologie beschleunigen kann. In Jenseits der Zeit spielt die Kosmosoziologie keine Schlüsselrolle mehr, obwohl erwähnt wird, dass die Trisolarier wohl ein wesentlich tieferes Verständnis der Kosmosoziologie haben als die Menschen.

### Kälteschlaf
Kälteschlaf ist eine fiktive aber von der aktuellen Forschung bereits untersuchte Technologie, mit der die Aktivität der Organe extrem verlangsamt oder komplett zum Stillstand gebracht werden soll, um Menschen weit in die Zukunft reisen zu lassen. In Der dunkle Wald nutzen zahlreiche Wissenschaftler und Soldaten diese Möglichkeit, um sich bis zur Ankunft der Trisolarier einfrieren zu lassen und die Entscheidungsschlacht miterleben zu können. Im Großteil der Bevölkerung ist die Technologie jedoch nicht sehr beliebt, da die Zukunft wegen der Bedrohung durch die Trisolarier und die drohende Auslöschung der Menschheit nicht mehr wie eine bessere Zeit wirkt.

### Tropfen
Tropfen sind tropfenförmige und perfekt spiegelnde Raumsonden der Trisolarier, gebaut mit extrem fortschrittlicher Technologie. In Der dunkle Wald werden zehn Tropfen der Raumflotte der Trisolarier mit schnellerer Beschleunigung vorausgeschickt, um bereits nach zweihundert statt vierhundert Jahren das Sonnensystem zu erreichen. Ihr Empfang durch die irdische Raumflotte führt dabei komplett unerwartet noch vor der tatsächlichen Ankunft der Raumflotte der Trisolarier zur Entscheidungsschlacht, als sich herausstellt, dass die Teilchen des Tropfens mithilfe der starken Wechselwirkung ohne Vibrationen in einer selbst unter extremer Vergrößerung perfekt glatten Oberfläche gehalten werden und dieser daher durch keine menschliche Technologie zerstört werden kann. In Jenseits der Zeit gelingt den Menschen durch den erzwungenen kulturellen Austausch mit den Trisolariern selbst die Herstellung des Materials mit starker Wechselwirkung in kleinen Mengen. Zudem gelingt über ein Fragment vierdimensionalen Raumes die Entfernung des Mechanismus für die Erzeugung des Kraftfeldes aus dem Inneren des Tropfens ohne Durchbruch von dessen Hülle, wodurch der Tropfen wieder zu gewöhnlichem Metall wird.

### Dunkle-Wald-Hypothese
Als Konsequenz der in Der dunkle Wald vorgestellten beiden Axiome der Kosmosoziologie wird mithilfe der beiden zusätzlichen Konzepte die Dunkle-Wald-Hypothese deduziert. Vereinfacht besagt diese, dass jede Zivilisation jede andere Zivilisation zwangsläufig präventiv auslöschen muss, um nicht ihre eigene Existenz zu gefährden. Kommunikation ist wegen Zweifelsketten nicht möglich und selbst technologisch unterlegene Zivilisationen können wegen technologischen Explosionen eine Gefahr sein. Daher gleiche das Universum einem dunklen Wald, in der jede Zivilisation um absolute Stille bemüht ist und sich bestmöglich zu verstecken versucht. Obwohl die Hypothese nach dem Roman bekannt ist, ging das Konzept diesem voraus, etwa ist die grundlegende Idee des präventiven Angriffs wegen einer Zweifelskette auch als Hobbesche Falle bekannt.

In der Sammlung Der Blick von den Sternen beschreibt Liu Cixin, für die Trisolaris-Trilogie nach einer möglichst düsteren Vorstellung über außerirdische Zivilisationen gesucht zu haben. Bei einem Fußballspiel in Beijing fiel ihm in den letzten Reihen auf, dass die weit entfernten und winzigen Spieler ähnlich wie Sterne waren und aus der Distanz keine speziellen Informationen über sie erkennbar waren. Dies führte ihn zur Idee der Zweifelskette.

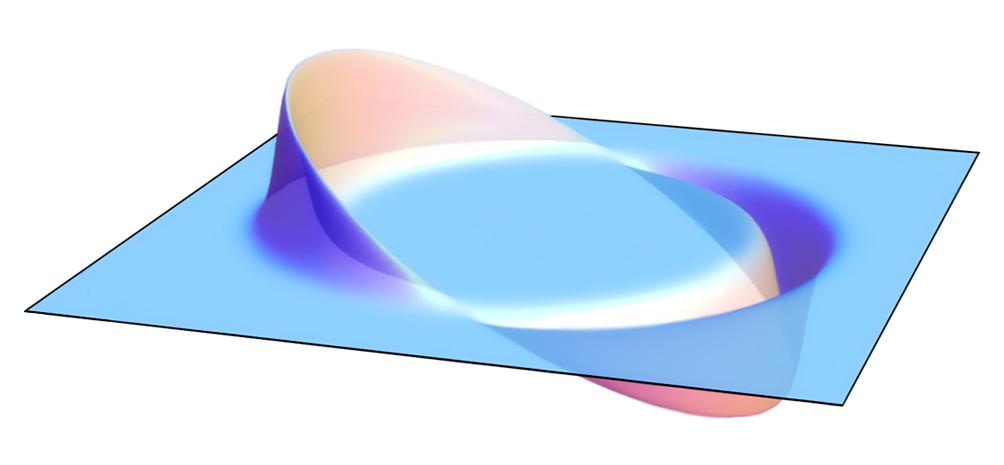
Darstellung der von Miguel Alcubierre im Jahr 1994 gefundenen Metrik, einer exakten Lösung der Einsteinschen Feldgleichungen, welche ein Raumschiff durch Krümmung der Raumzeit antreiben kann.

### Krümmungsantrieb
Mithilfe eines Krümmungsantriebs können Raumschiffe mit nahezu Lichtgeschwindigkeit fliegen, wobei die Raumzeit dabei unumkehrbar manipuliert und die Lichtgeschwindigkeit gesenkt wird. Liu Cixin verdeutlicht dies in Jenseits der Zeit mit einem durch Seife angetriebenen Papierboot, wobei die Oberflächenspannung des Wassers gesenkt wird. Entdeckt wurde die Technologie in Jenseits der Zeit von einem gewaltigen Teilchenbeschleuniger um die Sonne (welcher jedoch aus vereinzelten Raumsonden und keinem kontinuierlichen Ring besteht), nachdem die Kenntnis von der Raumflotte der Trisolarier zur Menschheit durchgedrungen ist sowie die Effekte des Krümmungsantriebs in der Nähe des Sonnensystems beobachtet wurden.